# Negūr
Negūr (persiska: نگور) är en ort i Iran.   Den ligger i provinsen Sistan och Baluchistan, i den sydöstra delen av landet, 1 500 km sydost om huvudstaden Teheran. Negūr ligger 29 meter över havet och antalet invånare är 3 759.
Terrängen runt Negūr är platt, och sluttar österut. Runt Negūr är det glesbefolkat, med 9 invånare per kvadratkilometer. Negūr är det största samhället i trakten. Trakten runt Negūr är ofruktbar med lite eller ingen växtlighet.